# ویل لیزو
شهر ویل لیزو  در بخش ویل لیزو در ایالت لوسرن در کشور سوئیس واقع شده‌است که ۷٬۱۰۰ نفر  جمعیت دارد.

## نگارخانه

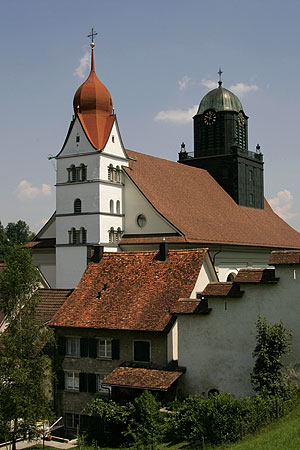
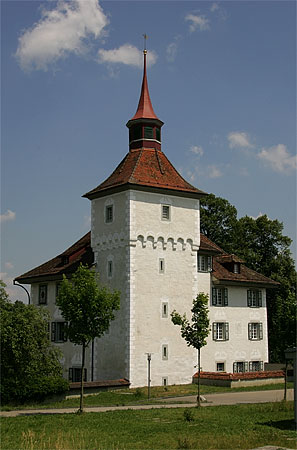
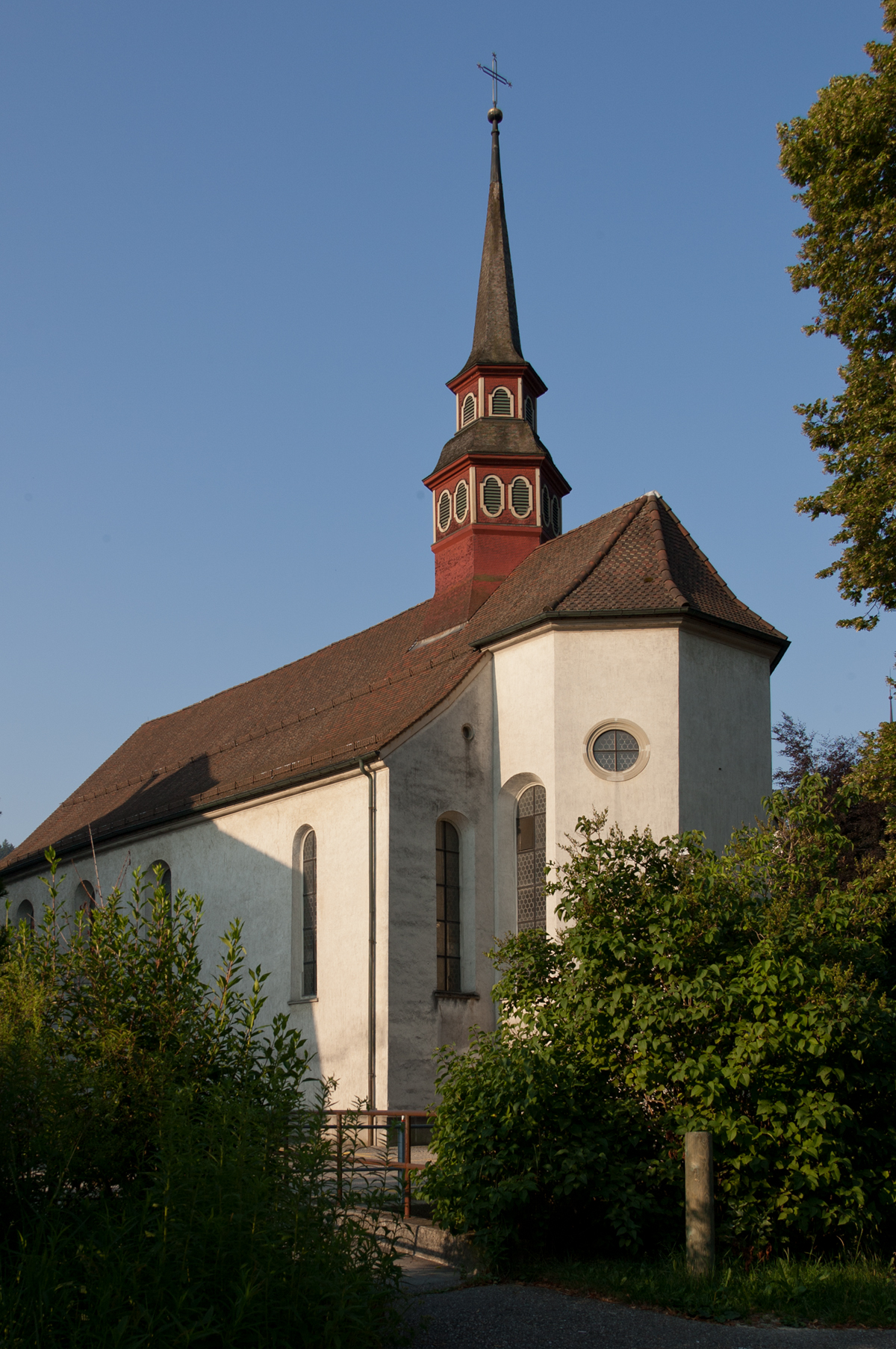